# John Danielsen
John Danielsen (né le 13 juillet 1939 à Odense au Danemark) est un joueur de football international danois, qui évoluait au poste de milieu de terrain.

## Biographie

### Carrière en sélection
Avec l'équipe du Danemark, il joue 27 matchs (pour 7 buts inscrits) entre 1958 et 1964. 
Il figure dans le groupe des sélectionnés lors de l'Euro de 1964, disputant un match contre l'URSS et un autre contre la Hongrie.
Il participe également aux JO de 1960. Il joue trois matchs lors des Jeux olympiques.

## Palmarès
Danemark
- Jeux olympiques :
  -  Argent : 1960.